# Close to Metal
Close To Metal (сокращённо "CTM", оригинальное обозначение Close-to-the-Metal) — имя бета-версии низкоуровневого интерфейса прикладного программирования (API), разработанного ATI (сейчас AMD), применяемого в GPGPU-вычислениях. CTM просуществовал недолго и уже первая версия продукта GPGPU от AMD была названа Stream SDK.

## Open Source
Некоторые компоненты CTM и Stream SDK представлены как open source, такие как Brook+ C-подобный язык и компилятор.